# Okroszka

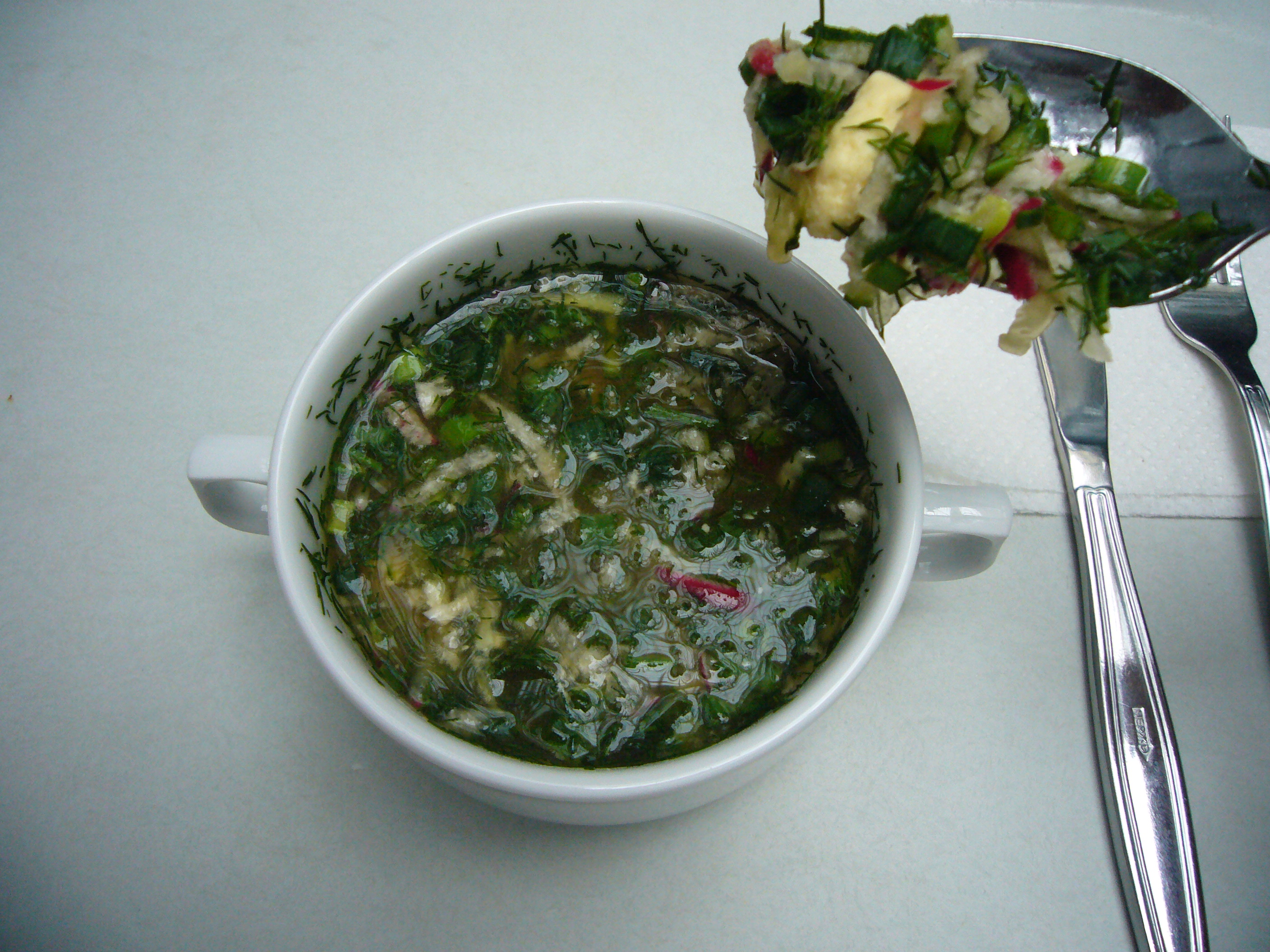
Okroszka z kwasu chlebowego

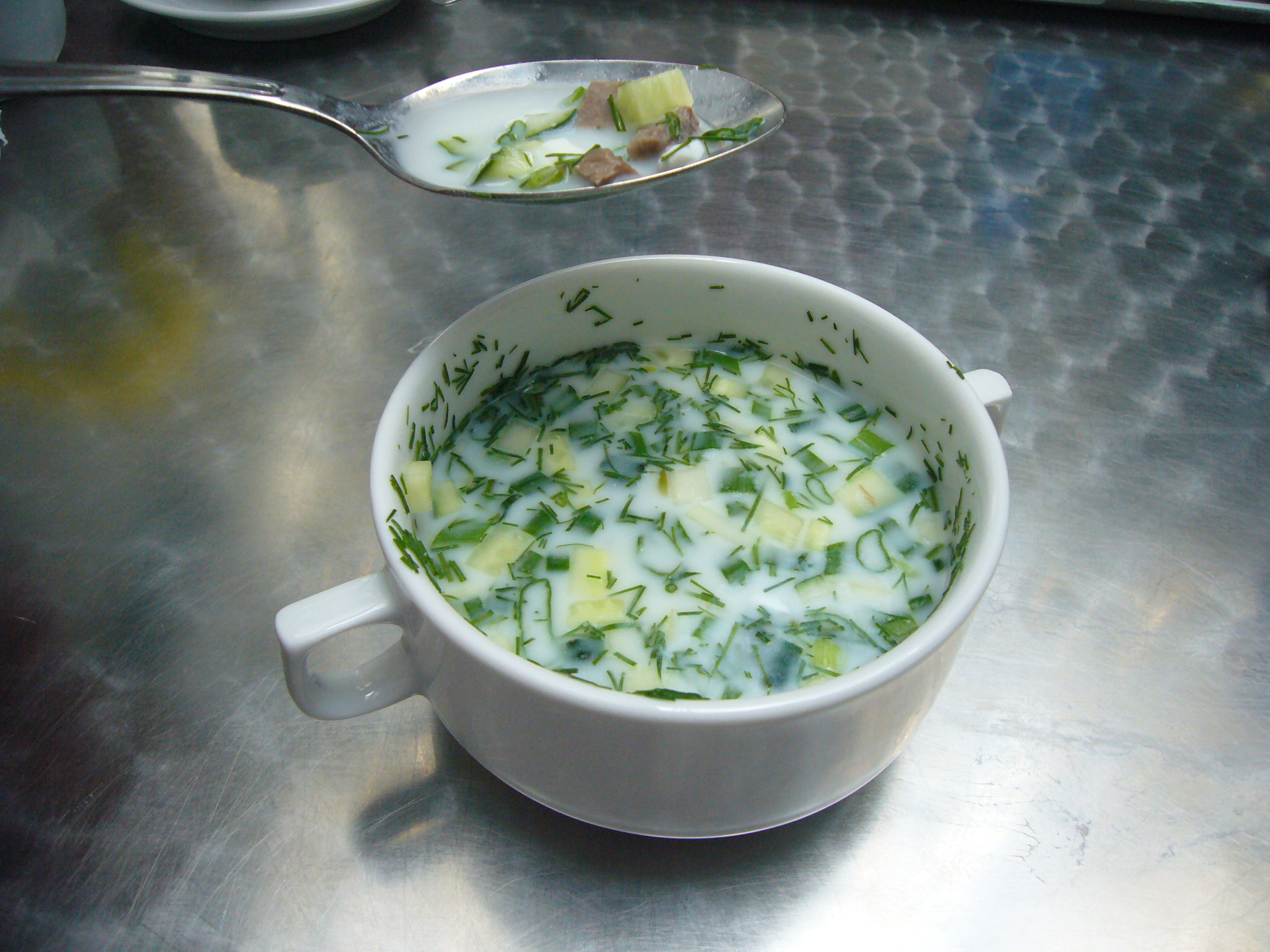
Okroszka z kefiru

Okroszka (ukr. окрошка) – zupa popularna w kuchni ukraińskiej, przyrządzana z żółtek, musztardy, kwasu chlebowego, ogórków, zieleniny oraz z pieczonej cielęciny i szynki, podawana na zimno z dodatkiem śmietany.

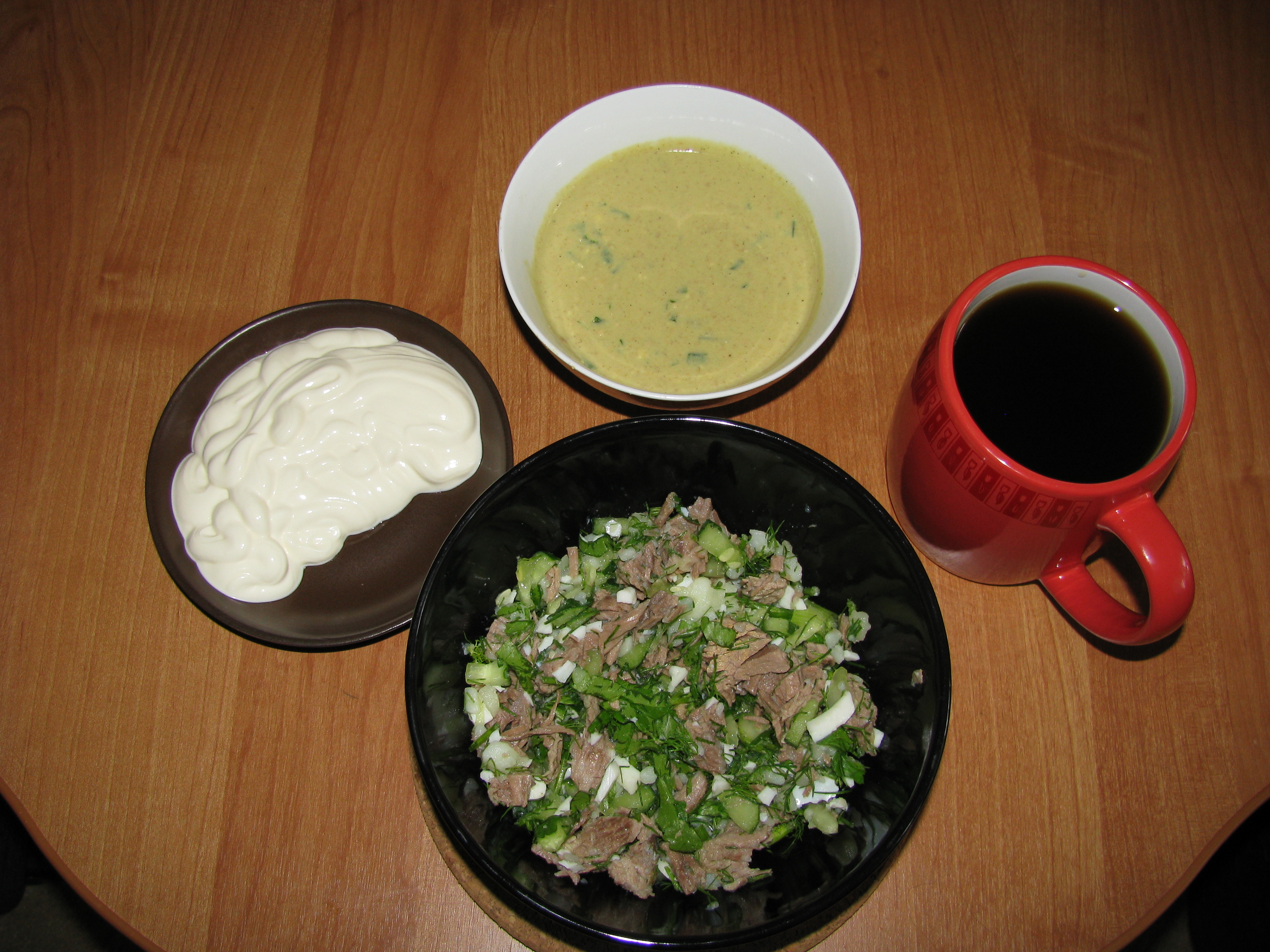
Klasyczna okroszka z wołowiną. Obok śmietana, specjalny sos (ubite żółtka, rosyjska musztarda, chrzan, zielona cebulka, sól) oraz kwas chlebowy.
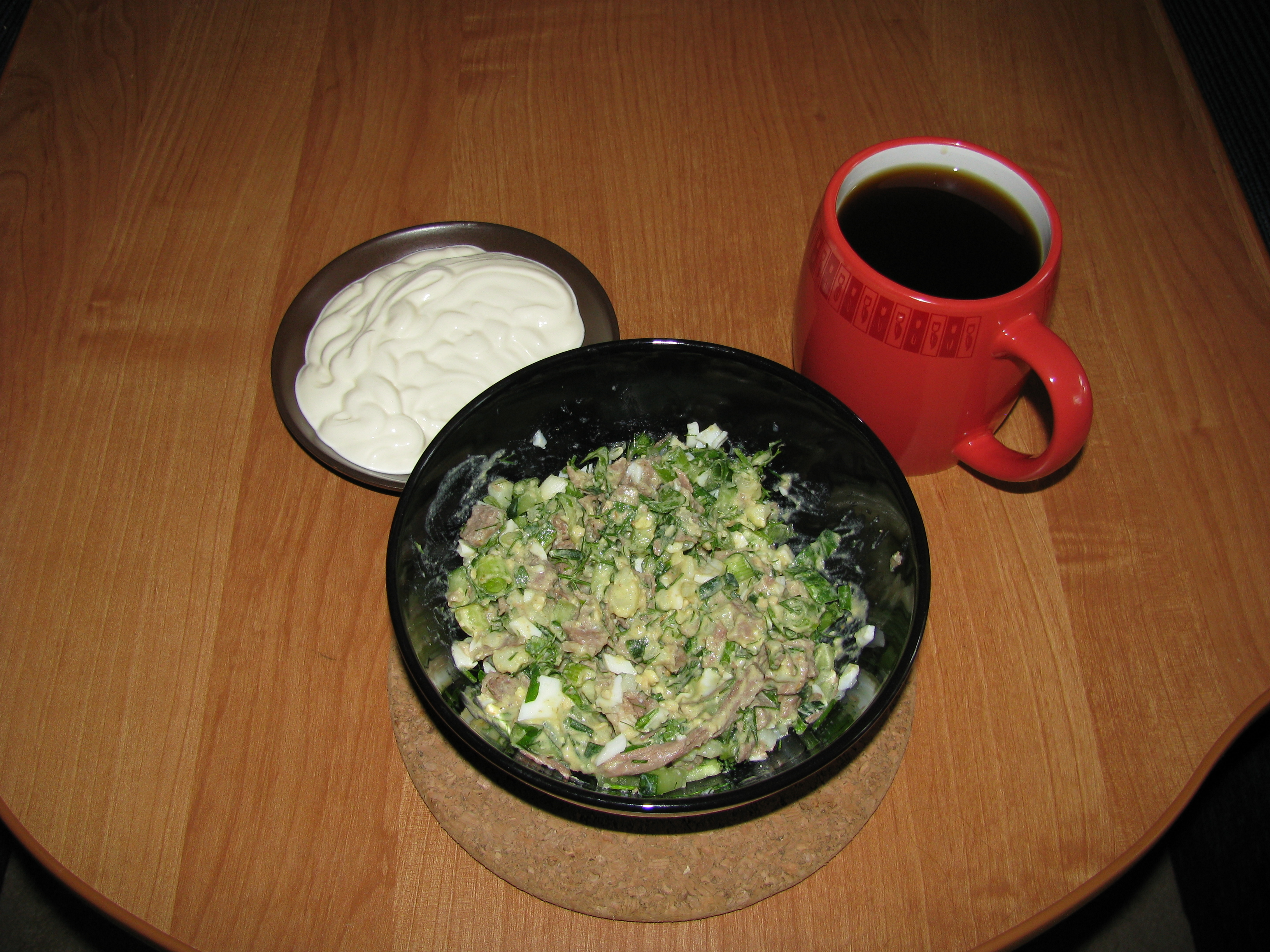
Okroszka, dodano sos.
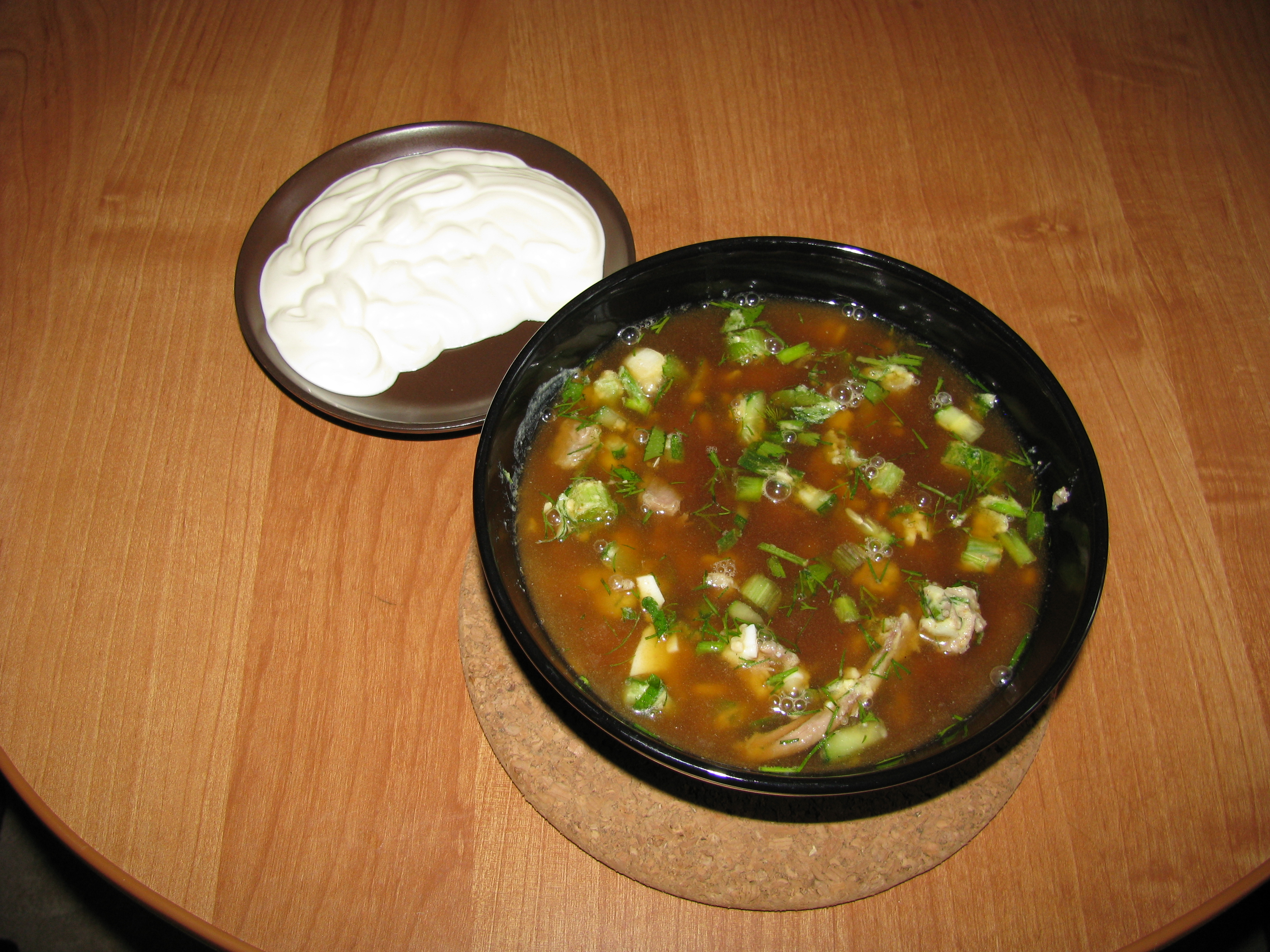
Okroszka, dodano kwas chlebowy.
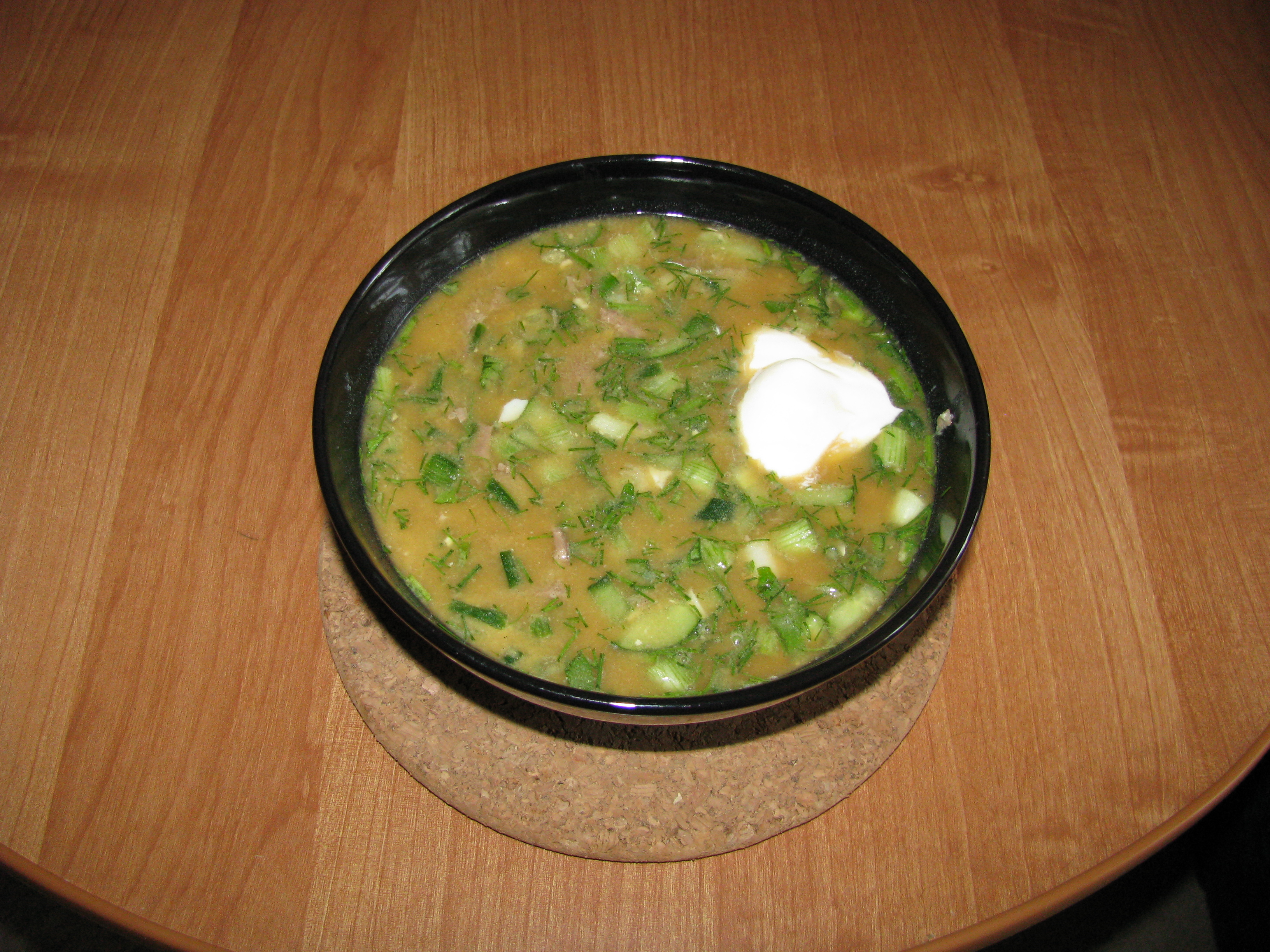
Okroszka jest wymieszana, dodano śmietanę.
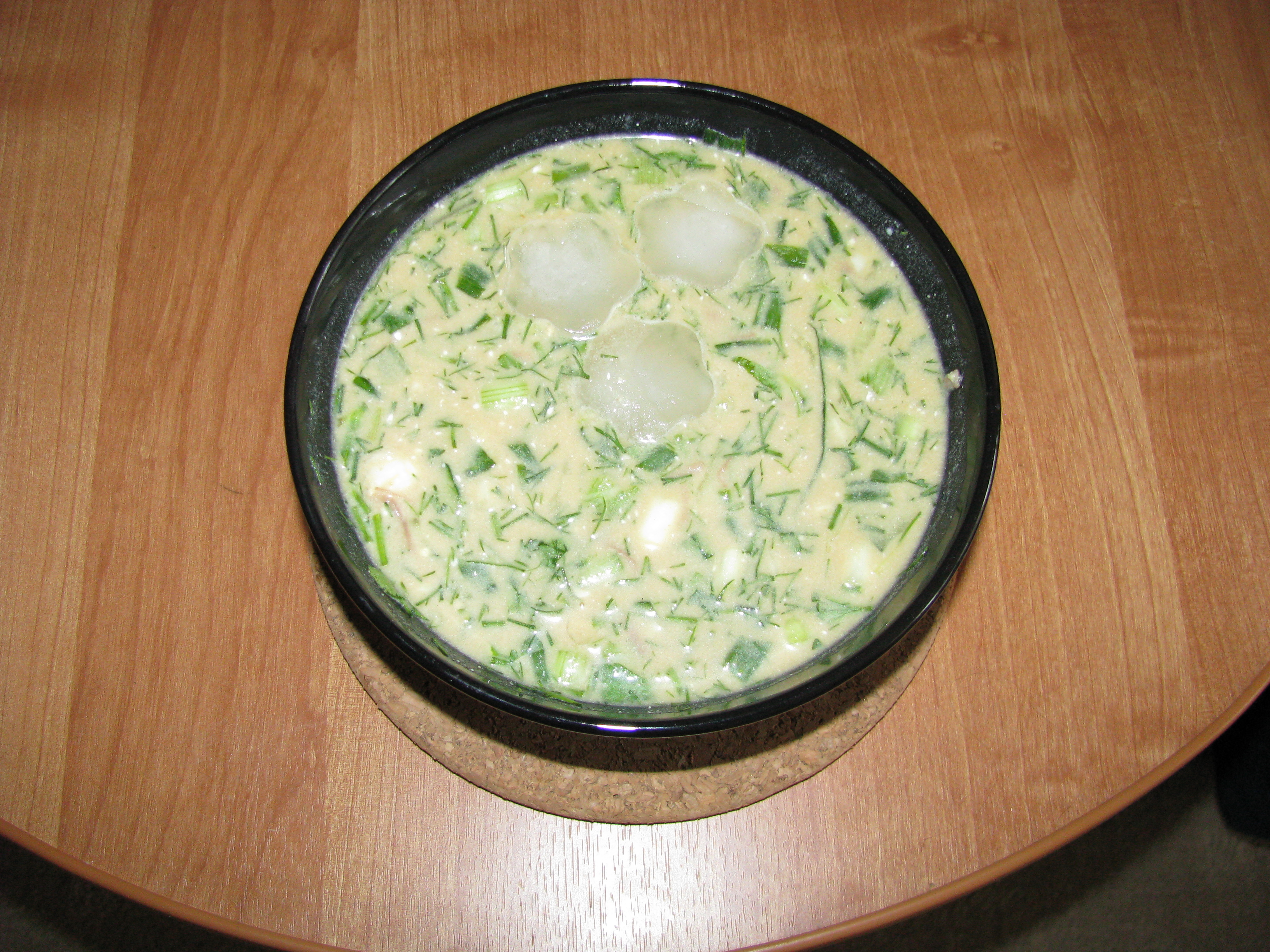
Gotowa okroszka, po wymieszaniu ze śmietaną, dodano kostki lodu.